# Marathon van Madrid 2008
De marathon van Madrid 2008 vond plaats op zondag 27 april 2008 in Madrid. Het was de 31e editie van deze marathon.
Bij de mannen was de Spanjaard José Manuel Martínez het sterkst; hij zegevierde in 2:12.42. Op de finish had hij precies één minuut voorsprong op de Keniaan Frederick Cherono. Diens landgenoot Abraham Keter werd derde in 2:14.48. Bij de vrouwen won de Keniaanse Raël Kiyara in 2:36.15.
In totaal finishten er 7617 marathonlopers, waarvan 297 vrouwen.

## Uitslagen
Mannen
| rang   | naam                       | land | tijd    |
| ------ | -------------------------- | ---- | ------- |
| Goud   | José Manuel Martínez       | ESP  | 2:12.42 |
| Zilver | Frederick Cherono          | KEN  | 2:13.42 |
| Brons  | Abraham Keter              | KEN  | 2:14.48 |
| 4      | Robert Kiprotich Cheruiyot | KEN  | 2:15.32 |
| 5      | Larbi Esradi               | FRA  | 2:16.48 |
| 6      | Yusuf Songoka              | KEN  | 2:16.55 |
| 7      | Jonatahan Kipkosgei        | KEN  | 2:17.07 |
| 8      | Joseph Kahugu              | KEN  | 2:17.31 |
| 9      | Raymond Kipkoech           | KEN  | 2:18.29 |
| 10     | John Ewoi                  | KEN  | 2:20.19 |

Vrouwen
| rang   | naam                    | land | tijd    |
| ------ | ----------------------- | ---- | ------- |
| Goud   | Raël Kiyara             | KEN  | 2:36.15 |
| Zilver | Derartu Tulu            | ETH  | 2:36.32 |
| Brons  | Kenza Dahmani           | ALG  | 2:39.38 |
| 4      | Pauline Chepkorir       | KEN  | 2:40.35 |
| 5      | Eunice Jepkoech Korir   | KEN  | 2:40.37 |
| 6      | Monica Ayerra Diaz      | ESP  | 3:07.52 |
| 7      | Noelia Mansilla Arribas | ESP  | 3:10.40 |
| 8      | Rebeca Avila Seoane     | ESP  | 3:18.23 |
| 9      | Lydia Orozco Medina     | ESP  | 3:18.51 |
| 10     | Isabel Ruiz Martinez    | ESP  | 3:19.42 |

1978 ·
1979 ·
1980 ·
1981 ·
1982 ·
1983 ·
1984 ·
1985 ·
1986 ·
1987 ·
1988 ·
1989 ·
1990 ·
1991 ·
1992 ·
1993 ·
1994 ·
1995 ·
1996 ·
1997 ·
1998 ·
1999 ·
2000 ·
2001 ·
2002 ·
2003 ·
2004 ·
2005 ·
2006 ·
2007 ·
2008 ·
2009 ·
2010 ·
2011 ·
2012 ·
2013 ·
2014 ·
2015 ·
2016 ·
2017